# Cyclopterus lumpus
Il lompo (Cyclopterus lumpus), conosciuto anche come ciclottero, è un pesce d'acqua salata appartenente alla famiglia Cyclopteridae, ordine Scorpaeniformes.

## Distribuzione e habitat
Specie settentrionale. È presente nel mar Baltico.
Vive principalmente sui fondali rocciosi da pochi centimetri d'acqua a oltre 400 metri di profondità.

## Descrizione
Questo pesce è molto caratteristico per il corpo alto e massiccio, tondeggiante, privo di squame ma cosparso di tubercoli ossei.
La pinna dorsale, simmetrica alla pinna anale, è molto arretrata, prossima alla pinna caudale, che è spatolata.
Manca di vescica natatoria e le pinne ventrali sono trasformate in una ventosa con la quale rimane attaccato al fondale o alle rocce. Le pinne pettorali sono molto ampie.

Il colore è scuro, da grigio blu a verdastro. I maschi in riproduzione sono rosso arancio vivace.

Gli adulti misurano fino a 60 centimetri nei maschi, 40 nelle femmine, e possono pesare fino a 3 kg.

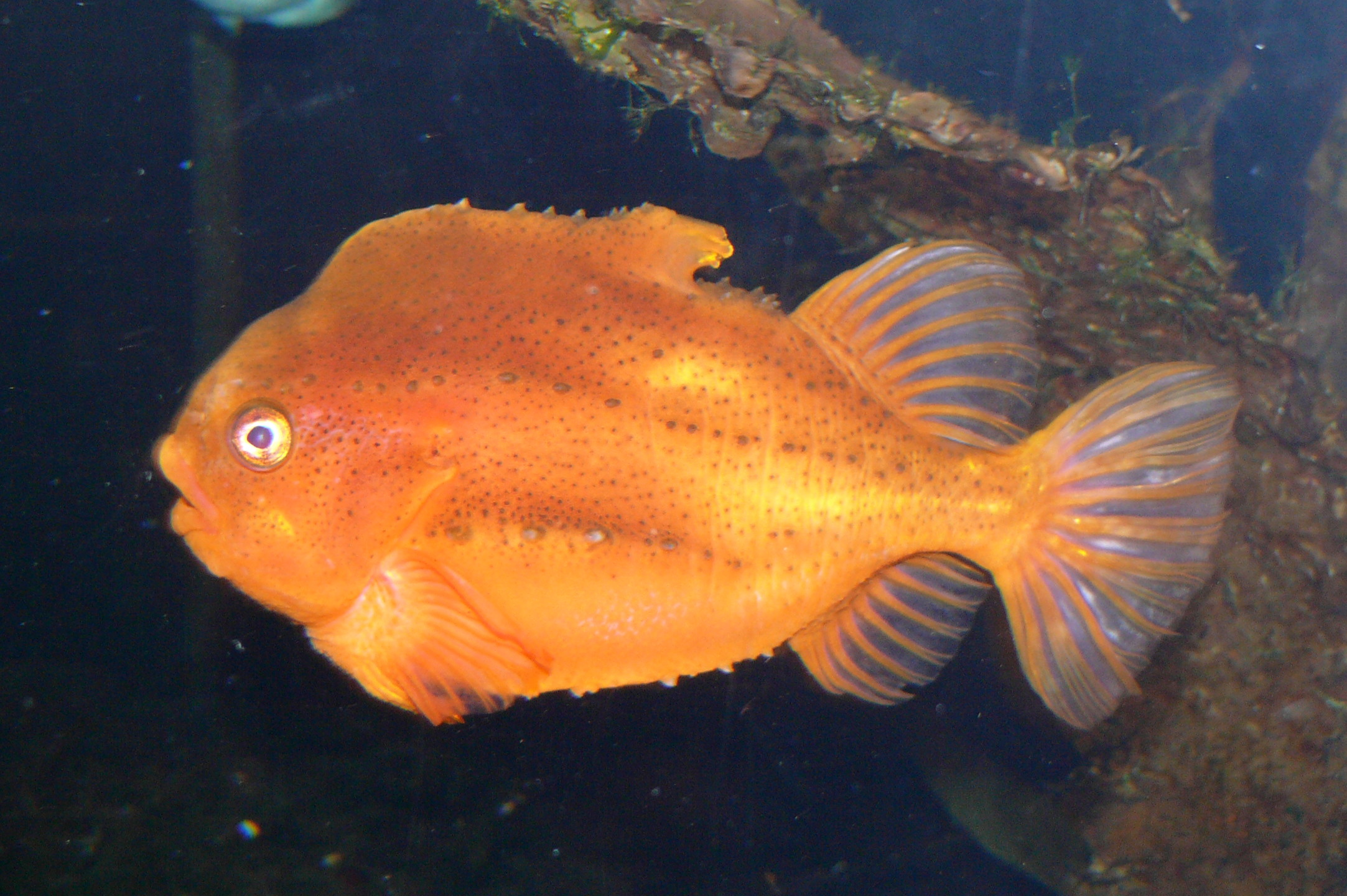
Maschio riproduttivo

## Alimentazione
Si nutre di crostacei, molluschi, piccoli pesci e ctenofori.

## Riproduzione
Le uova vengono deposte in marzo-aprile in acqua bassissima, talvolta in zone che vengono scoperte dalla bassa marea; hanno un colore pallido tendente al rosa o al giallo. I maschi le sorvegliano fino alla schiusa che avviene circa 2 mesi dopo, agitando l'acqua per ossigenarle. Ogni femmina può deporre circa 130 000 uova (circa 600 g).

## Uso in cucina
Le uova, salate e colorate di rosso o nero, sono commercializzate come succedaneo del caviale.
In Toscana è chiamato "il caviale dei poeri" (poveri in italiano).